# Byeon Jun-byum
Đây là một tên người Triều Tiên, họ là Byeon.
Byeon Jun-byum (ビョン　ジュンボン Jun-byum, Byeon, sinh ngày 5 tháng 2 năm 1991 ở Jeju City) là một cầu thủ bóng đá người Hàn Quốc thi đấu cho Ventforet Kofu.

## Thống kê câu lạc bộ
Cập nhật đến ngày 23 tháng 2 năm 2016.
| Thành tích câu lạc bộ | Thành tích câu lạc bộ | Thành tích câu lạc bộ | Giải vô địch | Giải vô địch | Cúp                   | Cúp                   | Cúp Liên đoàn | Cúp Liên đoàn | Châu lục | Châu lục  | Tổng cộng | Tổng cộng |
| Mùa giải              | Câu lạc bộ            | Giải vô địch          | Số trận      | Bàn thắng    | Số trận               | Bàn thắng             | Số trận       | Bàn thắng     | Số trận  | Bàn thắng | Số trận   | Bàn thắng |
| Nhật Bản              | Nhật Bản              | Nhật Bản              | Giải vô địch | Giải vô địch | Cúp Hoàng đế Nhật Bản | Cúp Hoàng đế Nhật Bản | J. League Cup | J. League Cup | AFC      | AFC       | Tổng cộng | Tổng cộng |
| --------------------- | --------------------- | --------------------- | ------------ | ------------ | --------------------- | --------------------- | ------------- | ------------- | -------- | --------- | --------- | --------- |
| 2014                  | Sanfrecce Hiroshima   | J1 League             | 0            | 0            | 1                     | 0                     | 0             | 0             | 0        | 0         | 1         | 0         |
| 2015                  | Sanfrecce Hiroshima   | J1 League             | 0            | 0            | 1                     | 1                     | 2             | 0             | –        | –         | 3         | 1         |
| Tổng cộng sự nghiệp   | Tổng cộng sự nghiệp   | Tổng cộng sự nghiệp   | 0            | 0            | 2                     | 1                     | 2             | 0             | 0        | 0         | 4         | 1         |